# Giuse Đặng Đình Viên
Giuse Đặng Đình Viên còn có tên là Lương là một linh mục tử vì đạo dưới triều vua Minh Mạng, được Giáo hội Công giáo Rôma tôn phong Hiển Thánh vào năm 1988. Ông sinh năm 1785 tại làng Tiên Chu, huyện Tiên Lữ, nay là xã Hồng Nam, thành phố Hưng Yên, tỉnh Hưng Yên, thuộc Giáo phận Thái Bình. Cha mẹ sớm qua đời. Năm 1821, ông thụ phong linh mục, nhận coi sóc họ Lục Thủy, Nam Định, sau đó lại giúp các họ Đông Bài, Thiết Nham, Như Thiết, An Mỹ. Ngày 17 tháng 4 năm 1838, thầy giảng Vũ Văn Lân được ông cử đi lãnh dầu Thứ năm Tuần Thánh bị bắt cùng với sáu bức thư ông gửi cho hai giám mục và các thừa sai. Ngày 1 tháng 8 năm 1838, ông bị vây bắt ở họ Cầu Chay, xã Như Thiết. Dù kịp ẩn trốn trong vườn mía, nhưng khi con chủ nhà bị tra tấn, ông ra trình diện và nhận là đạo trưởng. Ngày 21 tháng 8, ông bị xử trảm. Thi hài được an táng tại nhà thờ Tiên Chu. 